# Sadie Bjornsen
Sadie Bjornsen (Omak, 21 novembre 1989) è una fondista statunitense.
Dalla stagione 2019-2020 ha aggiunto al proprio il cognome del coniuge e si è iscritta alle liste FIS com Sadie Maubet Bjornsen.

## Biografia
In Coppa del Mondo ha esordito il 19 febbraio 2011 a Drammen (51ª) e ha ottenuto il primo podio il 4 dicembre 2011 a Düsseldorf (2ª).
In carriera ha preso parte a due edizioni dei Giochi olimpici invernali, Soči 2014 (18ª nella 10 km, 29ª nello skiathlon, 9ª nella staffetta) e Pyeongchang 2018 (15ª nella 10 km, 17ª nella 30 km, 14ª nella sprint, 5ª nella staffetta), e sei dei Campionati mondiali, vincendo una medaglia.

## Palmarès

### Mondiali
- 1 medaglia:
  - 1 bronzo (sprint a squadre a Lahti 2017)

### Coppa del Mondo
- Miglior piazzamento in classifica generale: 6ª nel 2018
- 7 podi (2 individuali, 5 a squadre):
  - 3 secondi posti (a squadre)
  - 4 terzi posti (2 individuali, 2 a squadre)

#### Coppa del Mondo - competizioni intermedie
- 5 podi di tappa:
  - 1 secondo posto
  - 4 terzi posti